# Smoleńsk (stacja kolejowa)
Smoleńsk – stacja kolejowa w Smoleńsku, w obwodzie smoleńskim, w Rosji. Znajdują się tu 4 perony.

## Historia
Stacja powstała w czasach carskich na drodze żelaznej moskiewsko-brzeskiej pomiędzy stacjami Kołodnia i Katyń.